# Haarkuifmiervogel
De haarkuifmiervogel (Rhegmatorhina melanosticta) is een zangvogel uit de familie Thamnophilidae (miervogels).

## Verspreiding en leefgebied
Deze soort komt voor in het westelijke Amazonegebied en telt vier ondersoorten:
- R. m. melanosticta: zuidelijk-centraal Colombia, oostelijk Ecuador en noordoostelijk Peru.
- R. m. brunneiceps: noordelijk en centraal Peru.
- R. m. purusiana: oostelijk Peru en amazonisch westelijk Brazilië.
- R. m. badia: zuidoostelijk Peru, noordelijk Bolivia en amazonisch zuidwestelijk Brazilië.

## Status
De grootte van de populatie is niet gekwantificeerd maar de soort wordt omschreven als vrij algemeen maar met een versnipperde verspreiding. Op de Rode lijst van de IUCN heeft deze soort de status niet bedreigd.